# Bydgoszcz Fordon
Bydgoszcz Fordon – kolejowy przystanek osobowy i bocznica szlakowa w Bydgoszczy, w dzielnicy Fordon w województwie kujawsko-pomorskim, w Polsce. Na początku kwietnia 2000 roku został zamknięty dla pociągów osobowych. W dniu 13 listopada 2008 roku został przywrócony ruch pasażerski na tym przystanku.
Przez stację przejeżdżają jedynie pociągi osobowe Arrivy do/z Chełmży i Brodnicy.
W marcu 2025 rozpoczęły się prace „w gruncie” przy odbudowie stacji. Wg nowego projektu perony zostaną przeniesione bliżej centrum Bydgoszczy, na drugą stronę wiaduktu w ciągu ul. Brzechwy.

## Ruch pasażerski
| Rok  | Wymiana pasażerska na dobę |
| ---- | -------------------------- |
| 2017 | 20-49                      |
| 2022 | 20-49                      |

## Komunikacja miejska
Autobusy dzienne:
- 65 Nad Wisłą – Dworzec Leśne (wybrane kursy Łoskoń)
- 74 Wyścigowa – Tatrzańskie
- 81 Tatrzańskie – IKEA (wybrane kursy – Tor Regatowy,Przemysłowa, (w oznaczonych kursach skrócona do Centrum Onkologii))
- 82 Tatrzańskie – Zamczysko

Autobus nocny:
- 33N Piaski – Tatrzańskie (wybrane kursy do Łoskoń/Zajezdnia)